# Maymena
Maymena là một chi nhện trong họ Mysmenidae.